# GABA-Tee
GABA-Tee (auch Gabaron oder Gabalong genannt) beschreibt eine spezielle Verarbeitungstechnik für Tees, durch welche der Inhaltsstoff GABA in den Teeblättern angereichert wird. Diese Verarbeitungstechnik passiert vor der eigentlichen Verarbeitung des Tees. Deshalb können GABA-Tees aus verschiedenen Teekultivaren, Anbauregionen und Teesorten bestehen. In der Regel werden GABA-Tees aus Schwarzem Tee, Grünem Tee (Gabaron) oder Oolong-Tee (Gabalong) hergestellt. Die Technik ist in Japan, Taiwan und China verbreitet.

## Herstellung
GABA-Tee geht auf die Entdeckung des japanischen Tee-Forschers Dr. Tsushida aus den 1980er Jahren zurück. Dieser fand bei seinen Forschungen zur Aminosäure Theanin heraus, dass, wenn Teeblätter nach der Ernte ohne Sauerstoff welken, sich die Menge an GABA teilweise um das 50-fache erhöht. GABA kommt auf natürliche Weise im Teeblatt vor. GABA ist eine Aminosäure, welche im Körper und Gehirn eine aktive Wirkung entfaltet.
Der wichtigste Inhaltsstoff in GABA-Tee ist die Aminosäure γ-Aminobuttersäure, kurz GABA genannt. Diese Aminosäure kommt auf natürliche Weise in Teeblättern vor. Normalerweise mit einem Gehalt von 8 bis 39 mg / 100 g trockene Teeblätter. Bei den meisten GABA-Tees liegt die Konzentration bei ca. 250 mg bis ca. 350 mg / 100 g trockene Blätter.

## Wirkung
GABA hat die Rolle eines beruhigenden Neurotransmitter im zentralen Nervensystem. Das heißt, dass GABA dafür sorgt, dass die Reize im Nervensystem verlangsamt oder sogar gestoppt werden. GABA fördert dadurch Entspannung und kann Angstzustände lindern. Es ist aktuell jedoch nicht genau geklärt, wie viel GABA durch die orale Aufnahme durch Tee die Blut-Hirn-Schranke überwinden kann und eine Wirkung im Gehirn entfalten kann.